# بهادر یولداشف
بهادر یولداشف (۷ سپتامبر ۱۹۴۵–۱۶ مه ۲۰۲۱ (سن ۷۵ سالگی)) بازیگر اهل کشور اتحاد جماهیر شوروی و ازبکستان بود. از جمله فیلم‌هایی که در آنها نقش آفرینی کرده‌است می‌توان به مجموعهٔ تلویزیونی جاده‌های آتشین اشاره نمود.